# Burcht Laudegg
De Burcht Laudegg is een ruïne in Ladis gelegen in Oostenrijk in de provincie Tirol. In 1239 werd er begonnen met de bouw van de burcht. De burcht werd bewust gebouwd op een rots, omdat vanaf die plek van beide kanten door het dal gekeken kon worden. Dit gaf de burcht een grote strategische waarde. Het grootste gedeelte van de burcht was al aan het begin van de Middeleeuwen neergezet. De woontoren werd in 1406 ernstig beschadigd bij een aanval op het dorp. Hierbij werd Ladis gedeeltelijk platgebrand. Hierna was er niet genoeg geld om de burcht volledig te repareren, dus werden alleen de belangrijkste restauraties uitgevoerd. De burcht werd vervolgens alleen nog gebruikt als wapendepot. Aan het begin van de 17de eeuw was er genoeg geld om Laudegg weer redelijk bewoonbaar te krijgen. De woontoren was het enige wat nog overeind stond. Toch werden de reparaties niet helemaal afgemaakt, waardoor de burcht in slechte staat bleef. 
Pas in 1964 begon er een goede restauratie van de burcht. De burcht is sindsdien in privébezit en kan tijdens de zomermaanden bezocht worden